# Mistrzostwa Nordyckie w Zapasach 2008
Mistrzostwa odbyły się w norweskim mieście Kolbotn, 12 lipca 2008 roku.

## Tabela medalowa
Gospodarz zawodów został zaznaczony kolorem.
| Poz. | Państwo   |   |   |   | Łącznie |
| ---- | --------- | - | - | - | ------- |
| 1    | Szwecja   | 2 | 2 | 2 | 6       |
| .    | Norwegia  | 2 | 2 | 2 | 6       |
| 3    | Dania     | 2 | 0 | 0 | 2       |
| 4    | Finlandia | 1 | 3 | 2 | 6       |
| 5    | Estonia   | 0 | 0 | 1 | 1       |
|      | Łącznie   | 7 | 7 | 7 | 21      |

## Wyniki

### Styl klasyczny
| Konkurencja        | Złoto            | Srebro              | Brąz                     |
| Kategoria do 55 kg | Thomas Rønningen | Anders Rønningen    | Anar Zeinalov            |
| Kategoria do 60 kg | Esa Uimonen      | Victor Wolfgang     | Peter Szikszay Stordalen |
| Kategoria do 66 kg | Frederik Ekström | Stig André Berge    | Rasmus Tjørstad          |
| Kategoria do 74 kg | Mark Madsen      | Henri Välimäki      | John Aris Levi San Pedro |
| Kategoria do 84 kg | Joakim Aardalen  | Fredrik Schön       | Pekka Rintamaeki         |
| Kategoria do 96 kg | Jakob Cedergren  | Timo Kallio         | Jonne Jokela             |
| Kategoria 120 kg   | Johan Eurén      | Matti Haemaelaeinen | Sebastian Lönnborn       |